# 小千谷インターチェンジ
小千谷インターチェンジ（おぢやインターチェンジ）は、新潟県小千谷市大字桜町にある、関越自動車道のインターチェンジ。

## 道路
- E17 関越自動車道（20番）

## 接続する道路
直接接続
- 国道291号

間接接続
- 国道117号

## 料金所
- ブース数：5

### 入口
- ブース数：2
  - ETC専用：1
  - ETC・一般：1

### 出口
- ブース数：3
  - ETC専用：1
  - 一般：2（うち1つは精算機設置）

## 小千谷バスストップ
IC内にある高速バス停留所。停車する全路線が引き続き、関越自動車道を走行する。

### 停車路線

#### 県外線
- 東京・大宮 - 長岡・新潟線（バスタ新宿・池袋駅東口 - 万代シテイバスセンター）
魚沼BS -（越後川口SA：休憩）- 小千谷BS - 越路BS
一部の便は、当停留所には停車しない。

#### 県内線
- 【ときライナー】Ｔ 十日町線

越後川口BS - 小千谷BS - 片貝BS

#### 駐車場
- 39台分の無料駐車場が2018年（平成30年）12月より設けられている[1][注 1]。

## 周辺
- 原信桜町店
- マツモトキヨシ
- ライトオン
- ザ・ダイソー
- ヤマダ電機テックランド小千谷店（北東へ車5分）

## 隣
E17 関越自動車道
(19)越後川口IC/SA - (20)小千谷IC - 山谷PA - 片貝BS - (20-1)長岡南越路SIC/越路BS - (21)長岡IC